# تشارلز سميث
تشارلز سميث (بالإنجليزية: Charles Smith )‏ (و. 1756 – 1814 م) هو سياسي، من المملكة المتحدة، توفي عن عمر يناهز 58 عاماً.

## مناصب
تولى منصب عضو البرلمان في المملكة المتحدة (1802–1806)، وعضو مجلس الشعب في برلمان بريطانيا العظمى (10 ديسمبر 1796–1802).